# Saint-Aignan-des-Gués
Saint-Aignan-des-Gués – miejscowość i dawna gmina we Francji, w Regionie Centralnym, w departamencie Loiret. W 2013 roku populacja gminy wynosiła 346 mieszkańców. 
W dniu 1 stycznia 2017 roku z połączenia dwóch ówczesnych gmin – Bray-en-Val oraz Saint-Aignan-des-Gués – utworzono nową gminę Bray-Saint-Aignan. Siedzibą gminy została miejscowość Bray-en-Val. 